# Кенопа
Кено́па (Kenopia striata) — вид горобцеподібних птахів родини Pellorneidae. Мешкає в Південно-Східній Азії. Це єдиний представник монотипового роду Кенопа (Kenopia).

## Опис

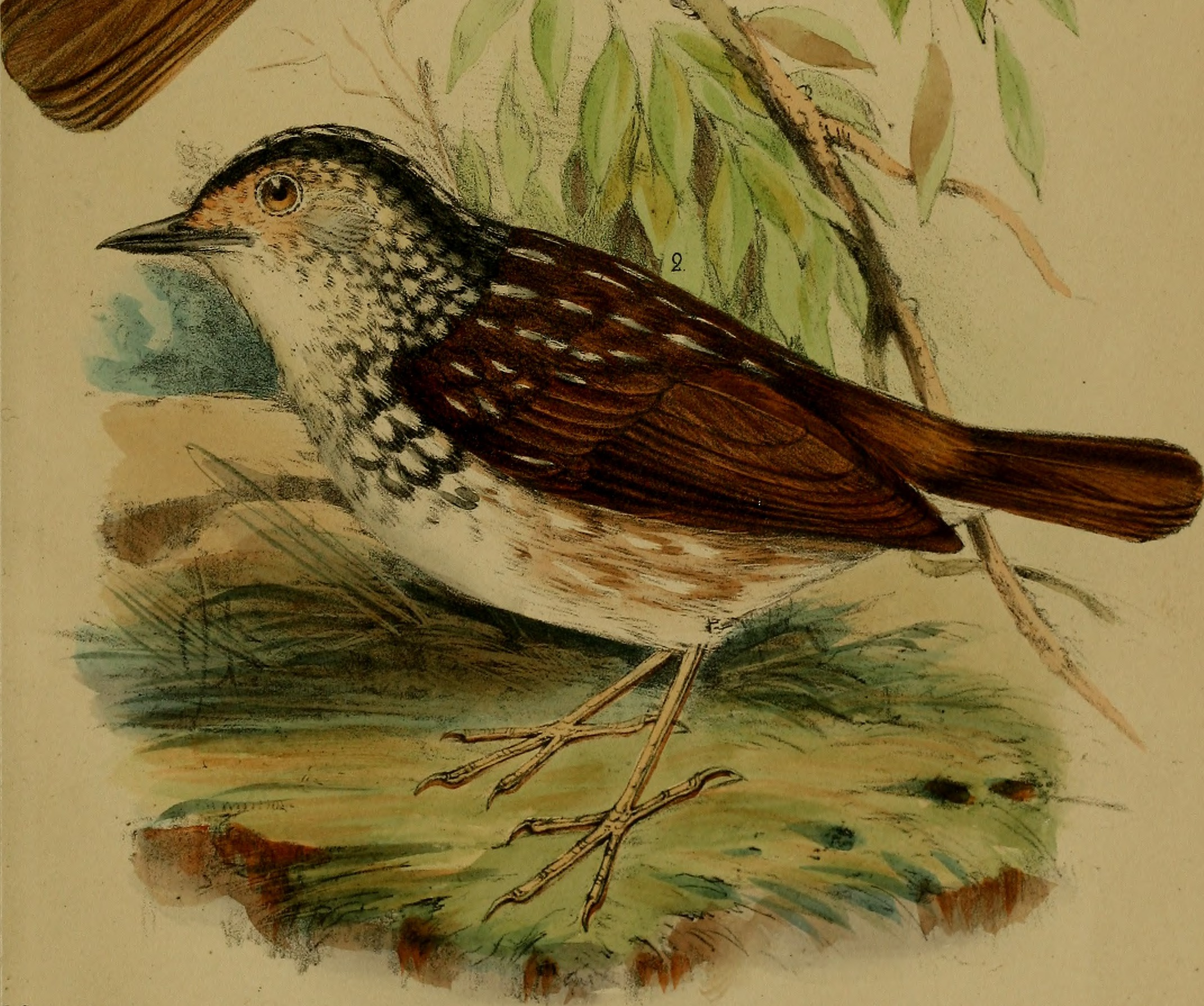
Кенопа

Довжина птаха становить 14-15 см. Верхня частина голови і шиї чорна, верхня частина тіла каштанова, поцятковані широкими білими смугами. Обличчя рудувато-біле, скроні сіруваті. Нижня частина тіла білувата. На грудях лускоподібний візерунок, боки охристі. Хвіст рудувато-коричневий.

## Поширення і екологія
Кенопи мешкають на Малайському півострові, на Суматрі і Калімантані. Вони живуть у вологих рівнинних і гірських тропічних лісах. Зустрічаються на висоті до 1500 м над рівнем моря (хоча переважно на висоті до 650 м над рівнем моря).

## Поведінка
Кенопи живуть поодинці, парами та невеликими зграйками. Живляться безхребетними. Сезон розмноження триває з травгя по жовтень. Гніздо відкрите, чашоподібне, зроблнен з сухого листя, розміщується на висоті до 1 м над землею. В кладці 2 яйця.

## Збереження
МСОП клсасифікує стан збереження цього виду як близький до загрозливого. Кенопи є досить поширеними на Калімантані і рідкісними на більшій частині ареалу. Їм загрожує знищення природного середовища.